# Крайня Деражня
Крайня Дера́жня — село в Україні, у Звягельському районі Житомирської області. На 2011 рік кількість населення становить 248 осіб.

## Історія
Поселення Крайня Деражня було засноване в 1852 році.
У 1906 році село Піщівської волості Новоград-Волинського повіту Волинської губернії. Відстань від повітового міста 26 верст, від волості 6. Дворів 74, мешканців 366.
У 1926—54 роках — адміністративний центр Крайньодеражнянської сільської ради Ярунського району.
На початку шістдесятих років в селі відкрито клуб. В середині шістдесятих років відбулася електрифікація села. У сімдесятих в колгоспі з'явилось набагато більше техніки, у частині села було прокладено кам'яну бруківку. У вісімдесятих роках здійснено асфальтування доріг в селі. На початку дев'яностих років починає функціонування Косенівська сільська рада, і село Крайня Деражня належить до неї.
Поступово у людей збільшуються власні господарства, також збільшуються людські земельні наділи. Основним джерелом надходження коштів для людей стають власні господарства, а саме здача молока, продаж худоби і картоплі. На початку XXI століття колгосп припинив своє функціонування і його землі були передані в оренду. На 2011 рік в селі функціонує клуб, фельдшерський пункт і початкова школа.

## Населення
За даними про кількість населення в 1923 році в селі Крайня Деражня проживало 573 особи.

## Освіта
Станом на 1924 рік в селі Крайня Деражня працювала школа, у якій було 3 класи. Пізніше школа стала семирічною. 1934 року семирічну школу з села перенесено в село Косенів, а в Крайній Деражні продовжує функціонувати початкова школа.

## Пам'ятники
У червні 2008 року у селі було демонтовано пам'ятник Володимиру Леніну.

## Говірка
У мові жителів характерним є тверде закінчення слів, останній склад яких починається з букви «ц», наприклад: слово «криниця» звучить «криница», «ці» — «ци», «цю» — «цу». Така сама особливість вимови зустрічається в селі Косенів[джерело?].